# 篠原杏
篠原 杏（しのはら あん、1991年6月4日 - ）は、日本の元AV女優。

## 経歴
2010年ヌードモデルとして「Bejean」でグラビアデビューした。
同年12月にh.m.p専属でAVデビュー。
2012年1月7日S1に移籍した。その後、イベントへの出演など活動を継続していたが、同年5月28日に自身のTwitterにて引退をほのめかすツイートを行った。翌5月29日のツイートの直後に、一旦Twitterのアカウントが削除されたが、その直後アカウントが復帰。引退をほのめかす投稿も削除された。
後に契約トラブルであった事を明かしファンに謝罪している。
2012年8月SODAceへ移籍した。
2012年AV女優専門レーベルの「Milky Pop Generation」で歌手デビューを果たし、中でも歌唱力の評価が高い。
2012年10月専属を離れ、企画単体で活動する事を発表した。
2012年11月15日、twitter上で結婚と同時にAV女優の引退を発表。

## 人物
AVライターの安田理央に自己プロデュース能力に長けていると評価されている。
- 趣味：映画、アニメ、マンガ、カラオケ、パチスロ
- 特技：ネイルアート、柔軟体操、ヨガ、ピアノ
- 好物：アイスクリーム（特にハーゲンダッツ）
- パチンコ、パチスロ好きを公言しており、パチスロ雑誌に連載を持つ程。
- 好きなアーティストは水樹奈々と石川智晶
- 周防ゆきこ、天海つばさ、希美まゆらと仲が良く特に希美まゆとは互いを親友と公言してる。

## 作品

### アダルトビデオ
2010年
- 初恋少女 国民的‘妹’AVデビュー4時間（12月3日、h.m.p）

2011年
- 妹の巨乳がいやらしすぎてムラムラを抑えきれない!（1月1日、h.m.p）
- 妹のガマンみるく 潮吹きもアヘ声も絶対禁止でセックス（2月4日、h.m.p）
- ワガママ純情乳首 世界で一番ナメナメするね（3月4日、h.m.p）
- やりすぎ家庭教師（4月1日、h.m.p）
- 無理矢理インッ 妹、犯される。（5月6日、h.m.p）
- 篠原杏 BEST ハイビジョン★コレクション Vol.1（6月3日、h.m.p）個人総集編
- Play 4時間 Vol.1（6月3日、ビデオバンク）個人総集編
- おもてなし痴女（7月1日、h.m.p）
- 彼女がビーチで甘えたら（8月5日、h.m.p）
- 都合のいいカラダ（9月2日、h.m.p）
- ザーメン依存の女 息ができない!ブッかけ速射ハメ（10月7日、h.m.p）
- 巨チン中出し初体験（11月2日、h.m.p）
- 篠原杏のリアルセックス（12月2日、h.m.p）

2012年
- 交わる体液、濃密セックス4時間スペシャル（1月7日 エスワン）
- Present（2月3日、ビデオバンク）個人総集編
- 轟沈アクメ 脳髄から狂わせて（2月7日、エスワン）
- 騎乗位ハメ狂い（3月7日、エスワン）
- 夫の目の前で犯された若妻（4月7日、エスワン）
- 美しい痴女の接吻と性交（5月7日、エスワン）
- 猥褻痴漢 公然レイプ願望のある女（6月7日、エスワン）
- 初めての真正ナマ中出し×パイパン解禁4本番（8月9日、SODクリエイト）
- 「真正ナマ中出し」ソープで、ガチンコ童貞筆おろし解禁（9月20日、SODクリエイト）
- 手なずけたオンナ 4（10月2日、プレステージ）
- 東京中出し女子校生 46（10月12日、S級素人）
- ナイショのメンズ回春エステ 実は《根スケ》なセラピスト（10月20日、プレステージ）
- ドリシャッ!!（11月9日、ワープエンタテインメント）
- 淫乱ナイアガラ イグイグ大乱交（11月19日、乱丸）共演:雛丸、朝倉ことみ
- 女子のふんどしは美しい! S級女優を裸よりも恥ずかしい格好にしての究極羞恥 羞恥コスプレ淫語マニアックス（11月19日、クロス）
- ムッチリ巨乳レズソープ（12月6日、ディープス）共演:杏美月、真木今日子
- 凌辱ヒロイン クローバーZ（12月7日、TMA）共演:つぼみ、愛内希、宮地由梨香、松下ひかり
- 音大生 Fカップ中出しLesson◆（12月7日、BeFree）
- コスプレバスターズ! エクスタシー（12月25日、コスキューブ）共演:つぼみ、松下ひかり、愛内希、宮地由梨香

2013年
- 仲良し3人組の気ままな週末連れコン温泉!（1月25日、ケイ・エム・プロデュース）共演:春原未来、冴島かおり
- 潮吹き放尿W淫乱痴女（1月25日、美）共演:大槻ひびき
- 美少女即ハメ白書 09（2月21日、プレステージ）他出演:結菜さほ、石田さち、藤北彩香

### イメージビデオ
- 初裸 virgin nude（2010年11月11日、REbecca）
- Ann 妹系美巨乳天使（2011年6月9日、REbecca）
- コレクターズセット（2012年11月8日、REbecca）

### 写真集
- あんたろ（2011年6月8日、双葉社、撮影：西田幸樹）ISBN 978-4575303254

### シングルCD
- Requiem（2012年10月14日｜Milky Pop Generation）

## 出演

### テレビ
- ランク王国（2010年11月20日、TBSテレビ）
- ビートたけしのもう1回だけヤラせてTV（2010年12月28日、TBS）
- おとなの子守唄（2011年4月1日〜、サンテレビ）
- ヴィーナスフェスタDX（2011年4月17日〜、スカパー!等 「エンタ!371」）
- 桃のささやき #33（2011年9月30日初回放送、MONDO TV）

### インターネット
- 勝手にまる生！篠原杏の部屋【Ustream】ファン交流を目的として、基本的に毎週日曜日22時から30分間、自分の部屋からUstreamでプライベートチャットをおこなっていた（ニコ生へ移行）
- TVheaven
- 2011年3月14日 XCITYで、篠原杏特集番組「おいでよ！しのはランド！！」オープン
- 2011年4月28日 勝手にまる生!篠原杏の部屋【ニコ生ch】放送スタート（Ustreamからニコ生に移行）
- 2011年7月16日 勝手にまる生!篠原杏の部屋【ツイキャスレディオ】放送スタート（ニコ生からツイキャスに移行）

### オリジナルビデオ
- ぎゃるVSヤン女-紅の決闘-（2011年5月27日、アムモ）
- 催眠病棟II（2011年7月11日、RKQプロジェクト）

### 映画
- 巨乳理髪店 乱れ揉みくちゃ（2012年7月公開、オーピー映画）
- 女囚701号 さそり外伝 第41雑居房（2012年8月公開、新東宝映画）共演:葵つかさ、川渕かおり、晃田佳子、青山葵、倖田李

### 舞台
- アフリカ座VIVID COLOR vol.5「メティス〜Metis〜」（2012年9月8日-11日、TACCS1179）

## 雑誌
- TENGU 2012年4月号（表紙）
- ビージーン（連載コラム あんちょめ。も担当している。）